# Fabio Salerno
Fabio Salerno (ur. 25 kwietnia 1979 w Catanzaro) – włoski duchowny katolicki, II osobisty sekretarz papieża Franciszka od 2020 do 2025.

## Życiorys
19 marca 2011 otrzymał święcenia kapłańskie i został inkardynowany do archidiecezji Catanzaro-Squillace. Otrzymał przygotowanie do służby dyplomatycznej na Papieskiej Akademii Kościelnej. W 2015 rozpoczął służbę w dyplomacji watykańskiej pracując kolejno jako sekretarz nuncjatury w Indonezji (2015-2018) i w Strassburgu przy Radzie Europy (2019-2020).
1 sierpnia 2020 został mianowany II osobistym sekretarzem  Franciszka.